# Arseniusz (Jepifanow)
Arseniusz, imię świeckie Jurij Aleksandrowicz Jepifanow (ur. 3 marca 1955 w Wostriakowie) – rosyjski biskup prawosławny.

## Życiorys
W 1979 ukończył naukę w moskiewskim seminarium duchownym, zaś w 1983 – Moskiewską Akademię Duchowną. 28 sierpnia 1984 przyjął święcenia diakońskie, zaś 28 sierpnia 1986 – kapłańskie. Od 1988 służył w soborze Trójcy Świętej w ławrze św. Aleksandra Newskiego. 30 września 1989 złożył wieczyste śluby zakonne, zaś 5 października tego samego roku miała miejsce jego chirotonia na biskupa ładoskiego, wikariusza eparchii petersburskiej. 20 czerwca 1990 przeniesiony do eparchii moskiewskiej z tytułem biskupa istrińskiego, zaś od 25 lutego 1997 – arcybiskupa istrińskiego.
W latach 80. i 90. pracował w komisji koordynującej ponowne przejmowanie przez Rosyjski Kościół Prawosławny relikwii świętych zarekwirowanych z jego świątyń przez władze radzieckie (m.in. relikwii św. Aleksandra Newskiego, Zosimy, Germana i Sawwacjusza Sołowieckich, Serafina z Sarowa, Joazafa Biełgorodzkiego, patriarchy moskiewskiego Tichona oraz Matrony Nikonowej). Koordynował również prace nad wydawaniem kolejnych tomów Historii Cerkwi Rosyjskiej metropolity Makarego (Bułgakowa) oraz Prawosławnej Encyklopedii.
W eparchii moskiewskiej był początkowo odpowiedzialny za funkcjonowanie parafii znajdujących się na terenie centralnego i południowego okręgu administracyjnego Moskwy. Od grudnia 2011 kierował wikariatami centralnym i południowym eparchii moskiewskiej miejskiej. 1 lutego 2014 r. otrzymał godność metropolity.
W 2019 r. został przeniesiony na katedrę lipiecką.